# Sala Hiroshima
La Sala Hiroshima fou un equipament escènic independent situat al barri del Poble-sec de Barcelona, molt a prop de la Sala Apolo, en un local del carrer Vila i Vilà que havia estat una antiga fàbrica d'ascensors. La sala només va estar en funcionament set anys, del 2015 al 2021, i de seguida es va convertir en un referent gràcies a la seva programació eclèctica, contemporània i no convencional. El seu director artístic fou el ballarí i actor argentí Gaston Core.

## Història
Després de dos anys de reforma, la sala Hiroshima es va inaugurar oficialment el 9 d'abril del 2015.
L'equipament, de 850 m², constava de tres espais diferenciats: un bar restaurant de 120 m² obert al públic general, una sala de concerts polivalent (Sala 2) amb un aforament de fins a 230 persones, i una sala per a les representacions escèniques (Sala Negra) equipada amb un sistema de grades mòbil que permetia aforaments variables d'entre 65 i 130 persones.
El director artístic de la sala, des de la seva creació fins al seu tancament, fou Gaston Core, un ballarí i actor argentí format en Direcció i Dramatúrgia a l'Institut del Teatre de Barcelona, que juntament amb una antiga ballarina anònima del Ballet Experimental de l'Eixample, van ser els impulsors del projecte.
A finals d'octubre del 2020 es va anunciar que, davant la incertesa econòmica provocada per la pandèmia per coronavirus, la sala es podria veure forçada a tancar a finals del 2021.
Finalment, al cap de gairebé set anys de la seva obertura, la sala va tancar portes definitivament el 12 de novembre de 2021 després que la propietat de l'immoble on s'allotjava reclamés el local per vendre'l. Core va intentar reiniciar el projecte en un altre local de Barcelona, però li va ser impossible torbar un espai econòmicament viable.

### Programació artística
La Sala Hiroshima es caracteritzava per la seva programació no convencional, de creació contemporània i d'espectacles mutidisciplinars, amb una aposta ferma envers les noves tendències escèniques, el teatre físic, la dansa i el circ i per una forta presència de propostes internacionals que representaven entre un 35% i un 55% de la seva programació habitual.
Alguns dels artistes que van passar per la sala van ser: Oona Doherty, Núria Guiu, Marlene Monteiro Freitas, Aina Alegre, Carl Craig, Amaranta Velarde, Roger Bernat, Pau Massaló, Sonia Gómez, Marta Carrasco, Olga de Soto, Xavi Bobés, Eulàlia Bergadà o Juan Carlos Lérida, a més de companyies com Humanhood, Mal Pelo o Los Corderos i de grups musicals com Seward o Los Sara Fontán,.
Amb poc temps, la Sala va teixir complicitats amb festivals de renom com el Grec Festival, el Sónar, la FiraTàrrega, el Sismògraf d'Olot o el Terrassa Noves Tendències (TNT), així com amb les primeres edicions del Dansa Metropolitana, tot marcant un perfil propi dins el panorama cultural i escènic de Barcelona, i convertint-se en un espai de referència per a disciplines corporals com la dansa o el teatre físic.

## Premis i reconeixements
El 2015, l'any de la seva inauguració, la revista Time Out Barcelona va distingir la Sala Hiroshima amb el Premi al Millor Projecte Innovador i l'any següent, el 2016 va ser nominada com a Millor Sala als XVIII Premis de la Crítica de les Arts Escèniques i va rebre el IX Premi Tendències de El Mundo en la categoria de Indústria Cultural Emergent.